# Пратола-Серра
Пратола-Серра (итал. Pratola Serra) — коммуна в Италии, располагается в регионе Кампания, в провинции Авеллино.
Население составляет 3242 человека, плотность населения составляет 405 чел./км². Занимает площадь 8 км². Почтовый индекс — 83039. Телефонный код — 0825.
Покровителями коммуны почитаются Пресвятая Богородица (Madonna Addolorata), празднование в первое воскресение сентября, святой Уэн Руанский (в районе Serra di Pratola) и San Gerardo.